# Фредерик IV (Утрехт)
Фридрих IV фон Баден (на немски: Friedrich IV von Baden, * 9 юли 1458, † 24 септември 1517, Лийр, Белгия) е епископ на Утрехт от 1496 до 1517 г.

## Биография
Той е третият син на маркграф Карл I фон Баден (1427 – 1475) и Катарина Австрийска (1420 – 1493), дъщеря на херцог Ернст Железни от Австрия-Щирия и по-малка сестра на Фридрих III император на Свещената Римска империя (упр. 1452 – 1493).
Фридрих непрекъснато води войни със съседите си, с херцога на Клеве, с господарите на Виш. Това той финансира с високи данъци на населението. Когато започва да води преговори с френския крал Луи XII, за да стане епископ и на Мец, със съдействието на император Максимилиан I и внукът му Карл V, той трябва да си отиде. Фридрих се оттегля в Лийр, Белгия, където умира следващата година. Погребан е в манастирската църква в Баден-Баден.